# 第30回全国高等学校ラグビーフットボール大会
第30回全国高等学校ラグビーフットボール大会（だい30かいぜんこくこうとうがっこうラグビーフットボールたいかい）は、1951年（昭和26年）1月に西宮球技場で開催された全国高等学校ラグビーフットボール大会である。

## 概要
- 第30回大会を記念して参加校数を従来の8校から倍の16校にした（第35回大会まで）。また今大会から前年度優勝校は予選なしで次回大会に出場することができる（第62回大会まで）。

## 参加チーム
- 北見（北海道）（2年ぶり2回目）
- 高松（岩手県）（初出場）
- 金足農（秋田県）（初出場）
- 高崎（群馬県）（2年連続2回目）
- 千歳（東京都）（2年ぶり2回目）
- 富山南部（富山県）（初出場）
- 一宮（愛知県）（2年ぶり3回目）
- 同志社（京都府）（4年ぶり20回目）
- 天王寺（大阪府）（2年連続11回目）
- 村野工（兵庫県）（2年連続4回目）
- 崇徳（広島県）（2年ぶり10回目）
- 川島（徳島県）（初出場）
- 嘉穂（福岡県）（9年ぶり2回目）
- 佐賀（佐賀県）（初出場）
- 甲南（鹿児島県）（初出場）
- 前年度優勝校秋田工（秋田県）（5年連続17回目）

## 試合結果

### 1回戦
- 佐賀0-37 秋田工
- 富山南部0-58 村野工
- 高松0-6 嘉穂
- 甲南3-6 一宮
- 高崎8-9 同志社
- 北見 14-0川島
- 金足農 15-3崇徳
- 千歳3-20 天王寺

### 2回戦
- 秋田工 13-3村野工
- 嘉穂 17-0一宮
- 同志社6-19 北見
- 金足農6-29 天王寺

### 準決勝
- 秋田工 17-5嘉穂
- 北見5-8 天王寺

### 決勝
天王寺が5大会ぶり2回目の優勝を果たした。
- 天王寺 8-0秋田工